# Музей пам'яток сільського життя (Гілян)
Музей пам'яток сільського життя  (перс. موزه میراث روستایی) розташований в місті Решт, остан Гілян, Іран. Музей займає площу близько 260 га в лісопарку Сераван на 18 кілометрі траси Халідж е Фарс (ділянка Решт-Тегеран).
Розробка проекту зі створення музею розпочалася на початку 1998 року. Через три роки розпочав роботу перший будівельний цех.
Організатори музею вирішили, що вони виберуть 9 традиційних сіл провінції Гилян, розберуть деякі з їх будівель і заново зберуть на території музею. Вік пам'яток на території музею від 65 до 180 років. В музеї представлені предмети побуту, інструменти для роботи і традиційних ремесел провінції Гілян, пошиття одягу, сільського господарства тощо.
Ідея створення музею виникла після землетрусу в червні 1991 року, який зруйнував багато традиційних будівель. На початковій стадії досліджень 1998 року організатори вибирали місце для проекту. Вони вибрали лісовий парк Сераван, у зв'язку зі сприятливою топографією, легким доступом і гарною інфраструктурою. Метою музею пам'яток сільського життя є не тільки відтворення сільських будівель, але й збереження культури корінних народностей провінції Гілян, їх технологій і неписаних знань.